# ليلى بيران
ليلى بيران (مواليد البليدة، الجزائر) هي كاتبة جزائرية. وهي أحد مؤسسي جمعية نوافذ الثقافية والسينمائية الجزائرية، وعضو اتحاد الكتاب الجزائريين. صدرت روايتها الأولى عام 2006 بعنوان «مسج إلى صديقتي».

## مؤلفاتها
- «مسج إلى صديقتي» (رواية)، 2007[3][4]
- «رنيم» (رواية)، 2014[5][6]
- «بصمات» (رواية)، 2016[7]
- «معادلة الحياة» (مجموعة قصصية)، 2012[8][9]

## جوائز وتكريمات
- جائزة القلم الحر، مجال القصة، مصر، المرتبة الثانية، 2015[2]